# 洛尔·马诺杜
洛尔·马诺杜（法語：Laure Manaudou，1986年10月9日—），法國女子游泳运动员。曾參加2004年、2008年和2012年三屆奧運，并在2004年奧運獲得一金一銀一銅。

## 家庭
弟弟弗洛朗同樣也是奧運游泳金牌得主。